# Fiorenzo Marini
Fiorenzo Marini (* 14. března 1914 Vídeň Rakousko-Uhersko – 25. ledna 1991 Chieri, Itálie) byl italský sportovní šermíř, který se specializoval na šerm kordem.
Itálii reprezentoval ve čtyřicátých a padesátých letech. Na olympijských hrách startoval v roce 1948 a 1960 jako člen italského drusžtva kordistů, se kterým vybojoval stříbrnou a zlatou olympijskou medaili. V roce 1953 obsadil třetí místo na mistrovství světa v soutěži jednotlivců. S italským týmem kordistů se stal mistrem světa v roce 1950.